# あざの耕平
あざの耕平（あざの こうへい、1976年1月28日 - ）は、日本の男性ライトノベル作家。徳島県阿南市出身。山口大学人文学部卒業。

## 略歴
第9回ファンタジア長編小説大賞において、『霧の都の吸血鬼』で最終選考に残る。その後『月刊ドラゴンマガジン』誌上で行われた第1回龍皇杯に『Dクラッカーズ』で出場（『月刊ドラゴンマガジン』1998年9月号掲載）するが、優勝は逃す。
1999年1月、富士見ファンタジア文庫より『ブートレガーズ 神仙酒コンチェルト』で文庫デビュー。『Dクラッカーズ』は、その後富士見ミステリー文庫にてシリーズ化し、新レーベルとして立ち上げられたばかりだった富士見ミステリー文庫を支える人気作となった。
『Dクラッカーズ』は、主人公がジャンキーという設定で、ライトノベルとしては異色の作品であった。ネットや口コミで人気を伸ばし、「口コミで50万部突破!」が宣伝文句になる。
『BLACK BLOOD BROTHERS』のテレビアニメ化（2006年）をきっかけとして書籍取次会社を退社し、専業作家となる。アニメでは第11回にゲスト出演（九龍チャイルド役）している。
スロースターターとしても有名で、シリーズ物は3巻以降が急速に盛り上がると言われている。

## 人物
「あざの先生」と呼ばれるのがあまり好きではなく、「あざのさん」と呼んでほしいと語る。（2006年8月20日にキャラホビ2006内で行われた『BBB』トークショー＆あざの耕平サイン会より）
「あざピー」という通称も広まっている。

## 作品リスト
富士見ファンタジア文庫
- ブートレガーズ　神仙酒コンチェルト（1999年1月）ISBN 4-8291-2866-6
「字野耕平」名義。2013年11月に「あざの耕平」名義で『ブートレガーズ BOOTLEGGERS』に改題した新装復刊版が出版。（ISBN 978-4-04-712960-3）
- BLACK BLOOD BROTHERS（2004年7月 - 2009年5月）
- 東京レイヴンズ（2010年5月 - ）

富士見ミステリー文庫
- Dクラッカーズ（2000年11月 - 2004年1月）
富士見ファンタジア文庫から、旧版未収録の短編や書き下ろしを含めた新装版が出版。（2007年5月 - 2007年12月）
- 真・女神転生3‐NOCTURNE アンソロジー（2003年6月）ISBN 4-8291-6213-9
- ネコのおと リレーノベル・ラブバージョン（2006年12月）ISBN 4-8291-6380-1 ※ 共著

GA文庫
- 神曲奏界ポリフォニカ・ぱれっと（2007年8月）ISBN 978-4-7973-4299-4
- 神曲奏界ポリフォニカ・ダン・サリエルと白銀の虎（2008年9月）ISBN 978-4-7973-5059-3
- 神曲奏界ポリフォニカ・ダン・サリエルとイドラの魔術師（2009年4月）ISBN 978-4-7973-5413-3
- 神曲奏界ポリフォニカ・ダン・サリエルと真夜中のカルテット（2010年7月）ISBN 978-4-7973-6025-7

中公文庫
- ダーティキャッツ・イン・ザ・シティ（2019年2月）ISBN 978-4-1220-6688-5

角川スニーカー文庫
- コードギアス 霧京のアーサー case file:beginning（原作：サンライズ、2023年3月）ISBN 978-4-0411-1413-1

テレビアニメ
- K　※覆面作家集団「GoRA」の一員として原作、脚本に参加
- AYAKA -あやか-　※覆面作家集団「GoRA」の一員として原作、脚本に参加

漫画
- 番傘少女 〜十番勝負〜（キャラクター原案：黒星紅白、作画：namo、『電撃G's magazine』2012年5月号）※黒星紅白の発行した同人誌のイラストを漫画にした作品

ゲームシナリオ
- コードギアス Genesic Re;CODE イベントシナリオ「コードギアス霧京のアーサー」（2022年6月）
- コードギアス Genesic Re;CODE イベントシナリオ「コードギアス霧京のアーサー」PartII（2022年9月）
- コードギアス Genesic Re;CODE イベントシナリオ「コードギアス霧京のアーサー」Final（2022年12月）